# Nostrifikace majetku
Nostrifikace majetku byla úprava právních a majetkových poměrů po skončení 1. světové války, kdy vznikla celá řada nových státních útvarů a celá řada z nich zanikla. Tato opatření byla postupně přijata ve všech nástupnických státech – Rumunsku, Polsku nebo Jugoslávii. V Československu byl přijat zákon, jímž Československá republika založila možnost úředně nařídit, aby se zahraniční sídla a hospodářská vedení podniků působících na území Československa přesunula na území republiky. Šlo o jeden z prostředků posílení hospodářské samostatnosti nového státu.

## Pojem – nostrifikační zákon
Přídavné jméno nostrifikační vychází z pojmu nostrifikace, což je slovo spojené z latinského nostrae (naše) a ficatio (činnost), tedy činnost směřující k tomu, aby se objekt činnosti stal naším. V roce 1920 Československá republika založila možnost úředně nařídit, aby se zahraniční sídla a hospodářská vedení podniků působících na území Československa přesunula na území republiky. Tato nostrifikace při vzniku Československa sehrála v hospodářství mimořádnou roli. Tento zákon o podnicích, které mají sídlo mimo území československého státu; zákon č. 12/1920 Sb. je nazýván Nostrifikačním. Šlo o jeden z prostředků posílení hospodářské samostatnosti nového státu.

## Souvislosti
Po rozpadu Rakouska-Uherska zůstala obzvláště ve Vídni a Budapešti ústředí mnoha velkých obchodních společností, které jinak působily na nově vzniklém československém území. Nostrifikace těchto společností byly v zájmu nejen československého státu, ale často i podniků samotných: Sídlo vedení měly v zahraničí, továrny na československém území. Takováto situace je uváděla do stavu právní nejistoty, a tím i možných hospodářských problémů.
Před vydáním nostrifikačního zákona byly zájmy československého státu chráněny vládním nařízením č. 522/1919 Sb. z. a n., jež dávalo možnost ministru veřejných prací nařídit nad dotčeným podnikem nucenou správu.
Současně s nostrifikacemi podniků probíhala repatriace cenných papírů a pozemková reforma. Ve všech těchto třech úředních opatřeních se obrážela snaha o změny vlastnických vztahů ve prospěch domácích podnikatelů.

## Obsah
Nostrifikační zákon založil jednotlivým resortním ministrům pravomoc nařídit, aby podnik provozující na československém území výrobu nebo dopravu, avšak mající sídlo mimo území československé republiky, přeložil své sídlo na československé území; dokonce ministrům dal možnost stanovit k přesunu lhůtu i budoucí sídlo přesunutého podniku. Zákon obsahoval sankci. Pokud by podnik nepřesunul své sídlo na území československé republiky v stanoveném termínu, mohlo by mu být úředně zapovězeno jeho podnikání na československém území. V původním návrhu zákona obsažená možnost uvalení nucené správy musela být opuštěna, neboť by se takovéto ustanovení dostalo do rozporu se souběžně uzavřenou mírovou smlouvou s Rakouskem.
Řízení podle nostrifikačního zákona proběhla v letech 1921–1924, na Slovensku se tak dálo se zpožděním.

## Derogace
Nostrifikační zákon byl zrušen až 1. ledna 2024 zákonem o zrušení obsoletních právních předpisů.